# Fos-sur-Mer
Fos-sur-Mer là một xã ở tỉnh Bouches-du-Rhône, thuộc vùng Provence-Alpes-Côte d’Azur ở miền nam nước Pháp.

## Tham khảo

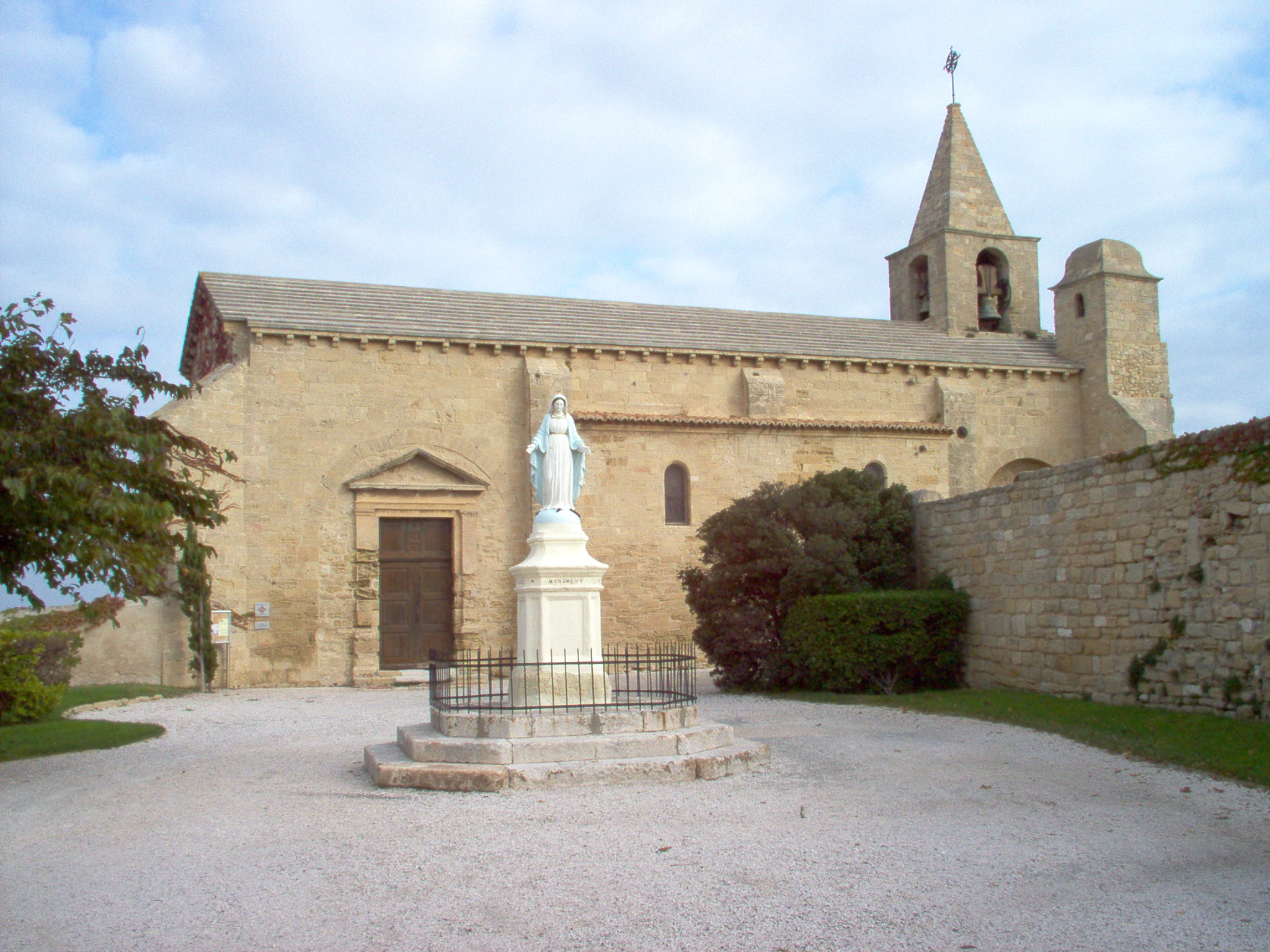
Saint Sauveur Church
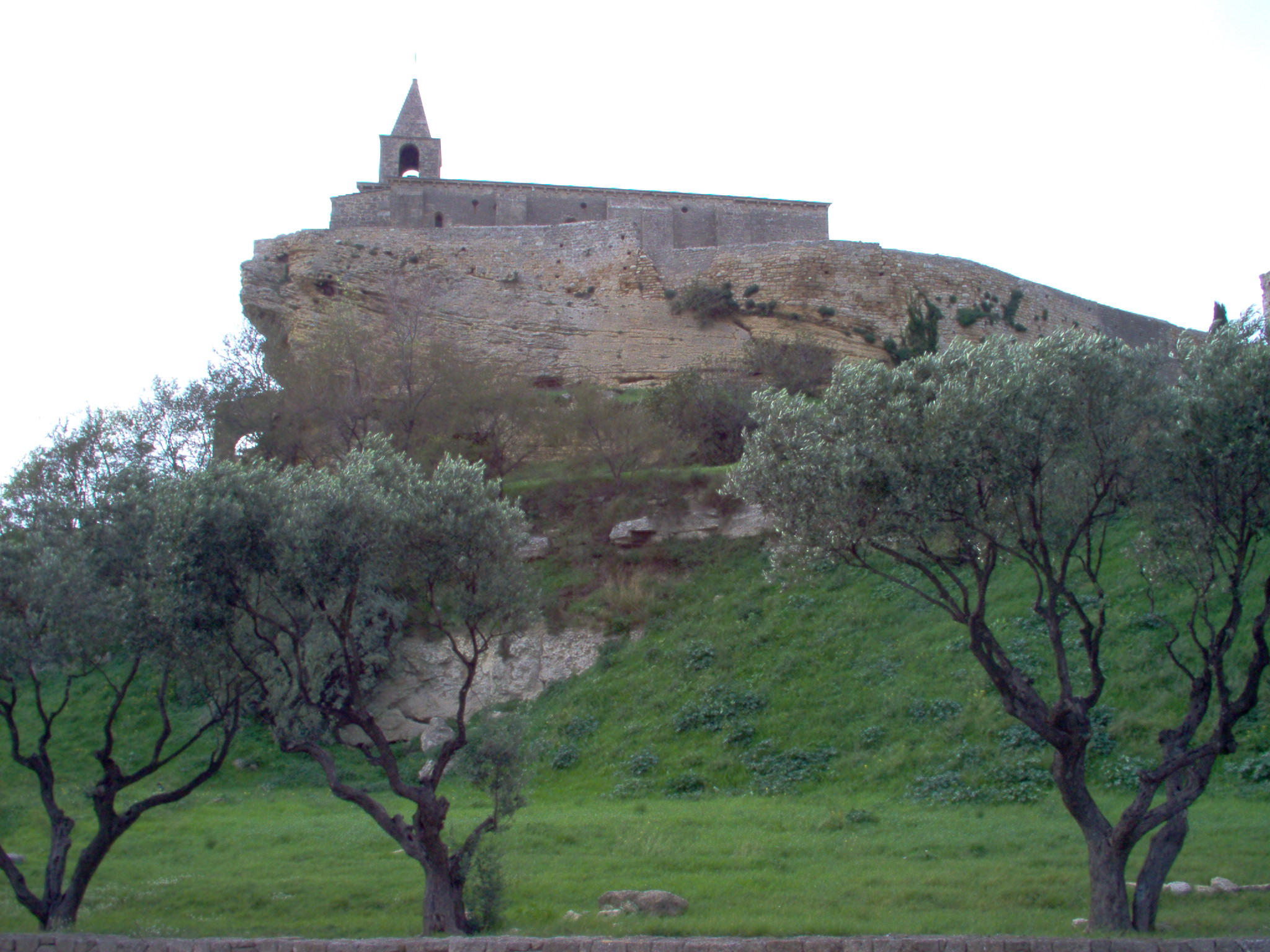
Saint Sauveur Church